# A-Ba-Ni-Bi
Az A-Ba-Ni-Bi (héberül: אבניבי, magyarul: Sze-ret-lek) című dal volt az 1978-as Eurovíziós Dalfesztivál győztes dala, melyet az izraeli Izhar Cohen & Alphabeta adott elő héber nyelven.

## Az Eurovíziós Dalfesztivál
A dal a február 11-én rendezett izraeli nemzeti döntőn nyerte el az indulás jogát.
A dal egy gyors tempójú diszkódal, melyben az énekes szerelmi vallomást tesz.
Az április 22-én rendezett döntőben a fellépési sorrendben tizennyolcadikként adták elő, a luxemburgi Baccara Parlez-Vous Français? című dala után, és az osztrák Springtime Mrs. Caroline Robinson című dala előtt. A szavazás során százötvenhét pontot szerzett, mely az első helyet érte a húszfős mezőnyben. Ez volt Izrael első győzelme.
A következő izraeli induló, és egyben a következő győztes Gali Atari & Milk and Honey Hallelujah című dala volt az 1979-es Eurovíziós Dalfesztiválon.

### Kapott pontok
|                                              | Zsűrik |     |     |     |     |     |     |     |     |     |     |     |     |     |     |     |     |     |     |   |
| IRE                                          | NOR    | ITA | FIN | POR | FRA | ESP | GBR | SUI | BEL | NED | TUR | GER | MON | GRE | DEN | LUX | ISR | AUT | SWE |   |
| Kapott pontok                                | 8      | 8   | 8   | 10  | 10  | 8   | 6   | 5   | 12  | 12  | 12  | 12  | 12  | 3   | 5   | 6   | 12  |     | 8   | 0 |
| A tábla a fellépés sorrendjében van rendezve |        |     |     |     |     |     |     |     |     |     |     |     |     |     |     |     |     |     |     |   |

## Slágerlistás helyezések
| Slágerlisták (1978) | Lh.* |
| ------------------- | ---- |
| Ausztria            | 21   |
| Belgium (Flandria)  | 6    |
| Egyesült Királyság  | 20   |
| Hollandia           | 17   |
| Svájc               | 4    |
| Svédország          | 9    |

*Lh. = Legjobb helyezés.